# Montagu Corry (1er baron Rowton)
Pour les articles homonymes, voir Corry.
Montagu William Lowry-Corry (8 octobre 1838 - 9 novembre 1903), également connu sous le nom de «Monty», est un philanthrope et fonctionnaire britannique, surtout connu pour avoir été le secrétaire particulier de Benjamin Disraeli de 1866 jusqu'à la mort de ce dernier en 1881.

## Jeunesse et formation
Né à Grosvenor Square, Londres Lowry-Corry est le deuxième fils d'Henry Lowry-Corry et de son épouse Lady Harriet, fille de Cropley Ashley-Cooper (6e comte de Shaftesbury). Le réformateur social Anthony Ashley-Cooper (7e comte de Shaftesbury) est son oncle maternel. Il fait ses études à Harrow et au Trinity College, Cambridge et est appelé au Barreau en 1863. Il pratique pendant trois ans sur le circuit d'Oxford.

## Carrière
Le père de Lowry-Corry, un fils cadet de Somerset Lowry-Corry (2e comte Belmore), représente le comté de Tyrone au parlement sans interruption pendant quarante-sept ans (1826–1873), et est dans le troisième ministère de Lord Derby (1866–1868) comme Secrétaire d'État à l'Éducation et par la suite en tant que Premier Lord de l'Amirauté. Lowry-Corry est ainsi en contact étroit avec la politique du parti conservateur, mais on dit que c'est sa personnalité et ses réalisations sociales plutôt que ses relations politiques qui le recommandèrent à l'avis favorable de Benjamin Disraeli, qui en 1866 fait de Lowry-Corry son secrétaire particulier. De cette époque jusqu'à la mort de l'homme d'État en 1881, Corry reste avec Disraeli, les relations entre les deux hommes étant plus intimes et confidentielles que celles qui existent habituellement entre un secrétaire particulier et son chef politique.
Lorsque Disraeli démissionne de ses fonctions en 1868, Lowry-Corry décline diverses offres d'emploi public pour être libre de continuer ses services, maintenant non rémunérés, avec le chef conservateur. Lorsque ce dernier revient au pouvoir en 1874, Corry reprend ses fonctions de secrétaire privé officiel du premier ministre. Il accompagne Disraeli (qui en 1876 a été anobli en tant que comte de Beaconsfield) au Congrès de Berlin en 1878, où il est l'un des secrétaires de l'ambassade spéciale de Grande-Bretagne. Dans la dernière année, il reçoit l'Ordre du Bain, dans la division civile .
Lors de la défaite des conservateurs en 1880, Corry est élevé à la pairie en tant que baron Rowton, de Rowton Castle dans le comté de Shropshire le 6 mai 1880, qui est alors sa résidence de campagne et finalement hérite en 1889 de sa tante maternelle, Charlotte Barbara Lyster.
Lord Rowton est à Alger lorsque Disreali est frappé de sa dernière maladie au printemps 1881; mais revenant en toute hâte à travers l'Europe, il est présent au lit de mort de son ancien chef. Disraeli lui lègue toute sa correspondance et ses autres papiers. En 1897, il est fait chevalier  de l'Ordre royal de Victoria et en 1900 il est admis au Conseil privé.
Lord Rowton est également connu comme philanthrope en tant que créateur des Rowton Houses, six grandes auberges pour hommes qui étaient bien meilleures que les Pension de famille existantes. Il est inspiré par des projets de ce genre fondés par Edward Guinness à Dublin et, au moment de sa mort, il est président de la Rowton Houses Company et du Guinness Trust. En 1890, il est trésorier de l'infirmerie Salop de Shrewsbury .

## Vie privée

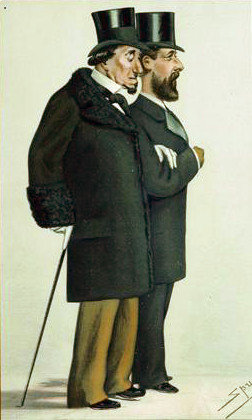
Lord Rowton (à droite) avec Benjamin Disraeli, à gauche.

Lord Rowton ne s'est jamais marié. Il aurait eu une liaison avec Violet Manners et aurait également été le père de Violet Manners, légalement la deuxième fille d'Henry Manners (8e duc de Rutland). Lady Violet, connue sous le nom de Letty, épouse d'abord Hugo Charteris, Lord Elcho (tué au combat en 1916) et est mère de deux fils, David Charteris, 12e comte de Wemyss et Martin Charteris.
Lord Rowton est mort à son domicile de Londres à Berkeley Square en novembre 1903, âgé de 65 ans. Il est enterré au cimetière de Kensal Green et est également commémoré par une plaque à l'église paroissiale St Michael, à Alberbury, dans la paroisse de laquelle se trouve le château de Rowton.